# 马拉维尔
马拉维尔（法語：Malaville，法語發音：[malavil]）是法国夏朗德省的一个旧市镇，属于干邑区。2017年1月1日，马拉维尔和相邻的另外4个市镇合并为新市镇贝勒维涅，马拉维尔为新市镇行政中心。

## 地理
马拉维尔（45°33'27"N, 0°5'49"W）面积12.82 平方千米，位于法国新阿基坦大区夏朗德省，该省份为法国西部内陆省份，北起德塞夫勒省和维埃纳省，东临上维埃纳省，东南至多尔多涅省，南至多爾多涅省，西接滨海夏朗德省。
与马拉维尔接壤的市镇（或旧市镇、城区）包括：比拉克、博讷伊、埃拉维尔、诺纳维尔、图扎克、维维尔。

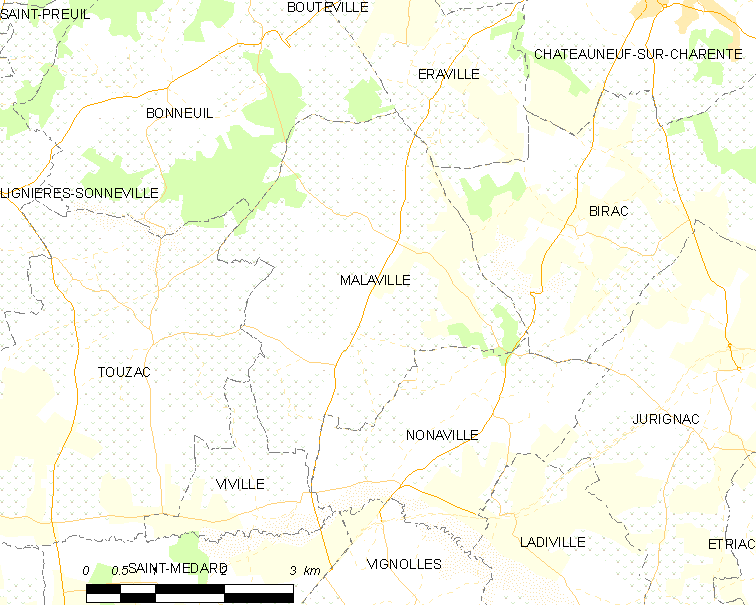
马拉维尔的OSM定位图

马拉维尔的时区为UTC+01:00、UTC+02:00（夏令时）。

## 行政
马拉维尔的邮政编码为16120，INSEE市镇编码为16204。

## 政治
马拉维尔所属的省级选区为夏朗德-香槟县。

## 人口

1962-2008年间马拉维尔人口变化图示

马拉维尔于2018年1月1日时的人口数量为411人。